# 越来
越来（ごえく、沖縄語：ぐぃーく）は琉球（沖縄県）の地名や苗字の一つ。

## 出自
越来の地名は、琉球王国時代において中頭方越来間切の行政区画として成立していた地域に由来する。間切としての起源は明確ではないが、史料上では宣徳10年（1435年）に尚泰久が越来間切の按司地頭（越来王子）に任じられたことが記されており、15世紀前半にはその存在が確認されている。
『おもろさうし』巻二の『うらおそいおもろ』の節には「こゑくあやみや（越来の綾庭）」「こゑくくせみや（越来の奇しき庭）」などの詞章が見え、神事における重要な拠点でもあったことがうかがえる。また、尚泰久や尚宣威など、後に琉球国王となる人物が「越来王子」として封ぜられており、古琉球期において政治と宗教の両面で要衝とされた。

## 地理
越来間切は、沖縄本島中部の東側に位置し、西は北谷間切、北は読谷山間切、東は美里間切、南は中城間切と接していた。間切内には比謝川が胡屋の丘陵地帯から北へと流れ、中頭方東海道（旧宿道）がほぼ南北に通っていた。
越来グスクは越来間切内に所在したグスクで、同地名の由来ともなったとされる。
琉球国旧記と球陽によると、越来郡や越来県とも書く。
正保期の国絵図によれば、越来間切の高は4,381石余を記録しており、田畑を中心とする農業地帯であった。間切番所は越来村（かつての南風原村）に設置されていた。
康熙5年（1666年）の行政再編では、越来間切のうち15か村が分離されて美里間切が新設された。以後も中城・北谷間切との間で境界の変更が行われた。
越来間切は「絵図郷村帳」においては21か村を含み、うち赤崎村は1736年時点で既に存在していなかったとされる。記録されている21か村は以下の通りである：
- 与儀（よぎ）
- 比屋根（ひやごん）
- 大里（おおざと）
- 胡屋（ごや）
- 仲宗根（なかそね）
- 南風原（はえばる）
- 西原（にしはら）
- 上地（うえち）
- 大工廻（だくじゃく）
- 知花（ちばな）
- 池原（いけはら）
- 恩納（おんな）
- 楚南（そなん）
- 山城（やましろ）
- 伊波（いは）
- 嘉手苅（かでかる）
- 石川（いしかわ）
- 高原（たかはら）
- 宮里（みやざと）
- 登川（のぼりかわ）
- 赤崎（あかさき）

後に村の統廃合や改称が進み、近代にはこれらの一部が消滅または別の名称に改められている。
「琉球国由来記」などによれば、後に越来間切の村数は10か村に整理された。以下の通り：
- 胡屋（ごや）
- 仲宗根（なかそね）
- 越来（ごえく）
- 上地（うえち）
- 大工廻（だくじゃく）
- 諸見里（もろみざと）
- 山内（やまうち）
- 照屋（てるや）
- 河陽（かわひ）
- 安慶田（あげだ）

その後、河陽村は宇久田村（うくた）に改称されたと考えられており、この10か村をもって近代に至った。
『由来記』によれば、大工廻村の勢頭親部という人物が、初めて木炭・鍛冶炭を焼き、これを国王に献上した功により田地を与えられたと伝わる。木炭の製造がいつ頃から行われていたかは不明であるが、宇久田村および大工廻村は古くから木炭の主産地として知られていた。
道光24年（1844年）には越来間切全体が著しく疲弊していたため、王府は所帯方吟味役を派遣し、間切の再興を図った（『球陽』尚育王十年条）。
越来間切では「地割」が実施されなかったこともあり、首里や那覇の士族が土地を求めて流入し、多数の屋取（士族の分家屋敷）を形成した。
また、村々には御嶽や森13か所、御殿9か所、ノロ火の神3か所といった多くの拝所があり、3人のノロがそれぞれの村の祭祀を管掌していた。
明治12年（1879年）の沖縄県設置以降は沖縄県に、明治29年（1896年）には中頭郡に属し、明治41年（1908年）の島嶼町村制施行により自治体としての越来村が発足した。
現在の沖縄市において、「越来」は越来一〜三丁目や沖縄市立越来中学校などの地名や施設名として継続されている。また、越来村は現在の沖縄市越来・住吉・城前町・八重島・美里・嘉間良・嘉良川などの区域に相当する。

## 人名
地名にちなみ「越来」を姓とする家系が生じ、異形の護得久（ごえく）もまた同源とされる。
琉球処分前後、越来家の一部は清国に亡命し、いわゆる脱清人となった。これらの人々は中国大陸や東南アジアなどに移住し、その過程で姓を現地の音に近い字に改めたとされる。越来（ぐぃーく）の発音に近いことから、閩東語（福州語）および広東語において発音が類似する「郭」や「国」（くゎく・くぉく）の字を用いた例があるという。
- 越来朝村
- 越来朝福
- 越来朝誠
- 越来賢雄
- 護得久御殿（越来の異形とされる苗字で、護得久御殿は琉球王国第二尚氏王朝の第五代尚元王の長男・尚康伯（久米具志川王子朝通）を元祖とする琉球王族の家系。王国末期には越来間切の按司地頭を務めた。十四世朝維は衆議院議員となり、尚泰王の長女・真鶴金津嘉山翁主と結婚した。）